# Se rentan cuartos
Se rentan cuartos es una serie de televisión de comedia situacional mexicana creada por David Hernández, y producida por Viacom International Studios y Endemol Shine Boomdog para Comedy Central. Se estrenó el 30 de octubre de 2019, y está protagonizada por Itatí Cantoral, Armando Hernández, Paco Rueda, Yare Santana, Irving Peña, Carlos Espejel, María Chacón y Jorge Ortín. El 29 de octubre de 2019, antes de su estreno, se confirmó que la serie había sido renovada para una segunda temporada que se estrenó el 29 de enero de 2020.
El 4 de abril de 2021, se confirmó que la serie tendría una tercera temporada, la cual se estrenó el 14 de abril de 2021 en Comedy Central, y en Paramount+ al día siguiente, publicando un episodio cada semana en la plataforma.

## Reparto

### Principales
- Itatí Cantoral como Graciela Garza De La Garza y Más Garza
- Paco Rueda como Bobby Garza De La Garza y Más Garza
- Yare Santana como Estefanía «Stef» Garza De La Garza y Más Garza
- Roberto Carlo como Gonzalo Garza De La Garza y Más Garza
- Jorge Ortín como El Chofer
- Armando Hernández as José Ignacio «Pepenacho» Garza De La Garza y Más Garza
- María Chacón como Shantallé
- Carlos Espejel como Chicopasote
- Irving Peña como Tato
- Regina Orozco como Leticia Mamanacha
- Alejandra Ley como Megan
- Leonardo Herrera como mini Bobby

### Invitados
- Luis Felipe Tovar (temporada 2)[3]
- Kikín Fonseca (temporada 2)[3]
- Ernesto Laguardia (temporada 2)[3]
- Ramiro Fumazoni (temporada 2)[3]
- Anabel Ferreira (temporada 2)[3]
- Tony y Archie Balardi (temporada 2)[3]
- Gustavo Munguía (temporada 2)[3]
- Marcos Valdés (temporada 2)[3]
- Carmen Salinas (temporada 3)[6]
- Candela Márquez (temporada 5)

## Episodios

### Temporada 1 (2019)
| N.º en serie | N.º en temp. | Título                | Dirigido por                 | Escrito por     | Fecha de lanzamiento original |
| ------------ | ------------ | --------------------- | ---------------------------- | --------------- | ----------------------------- |
| 1            | 1            | «Cilantro 18»         | Jorge Ortín y Carlos Espejel | David Hernández | 30 de octubre de 2019         |
| 2            | 2            | «Los Extranjeros»     | Jorge Garza y Carlos Espejel | David Hernández | 30 de octubre de 2019         |
| 3            | 3            | «Jefe de Manzana»     | Jorge Garza y Carlos Espejel | David Hernández | 6 de noviembre de 2019        |
| 4            | 4            | «La Mafia del Joder»  | Jorge Garza y Carlos Espejel | David Hernández | 13 de noviembre de 2019       |
| 5            | 5            | «Visita Conyugal»     | Jorge Garza y Carlos Espejel | David Hernández | 20 de noviembre de 2019       |
| 6            | 6            | «Cruela Glamour»      | Jorge Garza y Carlos Espejel | David Hernández | 27 de noviembre de 2019       |
| 7            | 7            | «La Secta»            | Jorge Garza y Carlos Espejel | David Hernández | 4 de diciembre de 2019        |
| 8            | 8            | «El Adúltero»         | Jorge Garza y Carlos Espejel | David Hernández | 11 de diciembre de 2019       |
| 9            | 9            | «La Pelea de Box»     | Jorge Garza y Carlos Espejel | David Hernández | 18 de diciembre de 2019       |
| 10           | 10           | «La Mamá de Graciela» | Jorge Garza y Carlos Espejel | David Hernández | 18 de diciembre de 2019       |

### Temporada 2 (2020)
| N.º en serie | N.º en temp. | Título                      | Dirigido por                 | Escrito por     | Fecha de lanzamiento original |
| ------------ | ------------ | --------------------------- | ---------------------------- | --------------- | ----------------------------- |
| 11           | 1            | «La Tormenta»               | Jorge Garza y Carlos Espejel | David Hernández | 29 de enero de 2020           |
| 12           | 2            | «Cita Porno»                | Jorge Garza y Carlos Espejel | David Hernández | 5 de febrero de 2020          |
| 13           | 3            | «Día de Perros»             | Jorge Garza y Carlos Espejel | David Hernández | 12 de febrero de 2020         |
| 14           | 4            | «El Cumpleaños de Graciela» | Jorge Garza y Carlos Espejel | David Hernández | 19 de febrero de 2020         |
| 15           | 5            | «El Embarazo de Stef»       | Jorge Garza y Carlos Espejel | David Hernández | 26 de febrero de 2020         |
| 16           | 6            | «El Cadáver»                | Jorge Garza y Carlos Espejel | David Hernández | 4 de marzo de 2020            |
| 17           | 7            | «El Regreso de Chicopasote» | Jorge Garza y Carlos Espejel | David Hernández | 11 de marzo de 2020           |
| 18           | 8            | «Intervención»              | Jorge Garza y Carlos Espejel | David Hernández | 22 de marzo de 2020           |
| 19           | 9            | «Un Día de Ricos»           | Jorge Garza y Carlos Espejel | David Hernández | 29 de marzo de 2020           |
| 20           | 10           | «Hogar Dulce Hogar»         | Jorge Garza y Carlos Espejel | David Hernández | 5 de abril de 2020            |

### Temporada 3 (2021)
| N.º en serie | N.º en temp. | Título                     | Dirigido por                 | Escrito por     | Fecha de lanzamiento original |
| ------------ | ------------ | -------------------------- | ---------------------------- | --------------- | ----------------------------- |
| 21           | 1            | «Y Volver, Volver, Volver» | Jorge Garza y Carlos Espejel | David Hernández | 14 de abril de 2021           |
| 22           | 2            | «Morirte Duele»            | Jorge Garza y Carlos Espejel | David Hernández | 14 de abril de 2021           |
| 23           | 3            | «Y tu Mamá tan Gay»        | Jorge Garza y Carlos Espejel | David Hernández | 21 de abril de 2021           |
| 24           | 4            | «La Batalla de Rap»        | Jorge Garza y Carlos Espejel | David Hernández | 28 de abril de 2021           |
| 25           | 5            | «El Ciego Verdaguer»       | Jorge Garza y Carlos Espejel | David Hernández | 5 de mayo de 2021             |
| 26           | 6            | «La Sirvienta Asesina»     | Jorge Garza y Carlos Espejel | David Hernández | 12 de mayo de 2021            |
| 27           | 7            | «El Club Secreto»          | Jorge Garza y Carlos Espejel | David Hernández | 19 de mayo de 2021            |
| 28           | 8            | «Pepenacho Inválido»       | Jorge Garza y Carlos Espejel | David Hernández | 26 de mayo de 2021            |
| 29           | 9            | «Home Office»              | Jorge Garza y Carlos Espejel | David Hernández | 2 de junio de 2021            |
| 30           | 10           | «La Detención de Graciela» | Jorge Garza y Carlos Espejel | David Hernández | 9 de junio de 2021            |

### Temporada 4 (2021)
| N.º en serie | N.º en temp. | Título                  | Dirigido por                 | Escrito por     | Fecha de lanzamiento original |
| ------------ | ------------ | ----------------------- | ---------------------------- | --------------- | ----------------------------- |
| 31           | 1            | «El Karma de Shantalle» | Jorge Garza y Carlos Espejel | David Hernández | 6 de octubre de 2021          |
| 32           | 2            | «El Hijo del Compadre»  | Jorge Garza y Carlos Espejel | David Hernández | 6 de octubre de 2021          |
| 33           | 3            | «La Moto de Mamanacha»  | Jorge Garza y Carlos Espejel | David Hernández | 13 de octubre de 2021         |
| 34           | 4            | «El Pentapenacho»       | Jorge Garza y Carlos Espejel | David Hernández | 20 de octubre de 2021         |
| 35           | 5            | «Rehenes»               | Jorge Garza y Carlos Espejel | David Hernández | 3 de noviembre de 2021        |
| 36           | 6            | «Albergue 18»           | Jorge Garza y Carlos Espejel | David Hernández | 10 de noviembre de 2021       |
| 37           | 7            | «Cena con los Suegros»  | Jorge Garza y Carlos Espejel | David Hernández | 17 de noviembre de 2021       |
| 38           | 8            | «El Exorcismo»          | Jorge Garza y Carlos Espejel | David Hernández | 27 de octubre de 2021         |
| 39           | 9            | «Viaje de Chicas»       | Jorge Garza y Carlos Espejel | David Hernández | 24 de noviembre de 2021       |
| 40           | 10           | «Cilantrotépetyl»       | Jorge Garza y Carlos Espejel | David Hernández | 1 de diciembre de 2021        |

### Temporada 5 (2022)
| N.º en serie | N.º en temp. | Título                       | Dirigido por                 | Escrito por     | Fecha de lanzamiento original |
| ------------ | ------------ | ---------------------------- | ---------------------------- | --------------- | ----------------------------- |
| 41           | 1            | «Dummie for Dummies»         | Jorge Garza y Carlos Espejel | David Hernández | 27 de abril de 2022           |
| 42           | 2            | «La Estética»                | Jorge Garza y Carlos Espejel | David Hernández | 27 de abril de 2022           |
| 43           | 3            | «El Santo Niño Charro»       | Jorge Garza y Carlos Espejel | David Hernández | 4 de mayo de 2022             |
| 44           | 4            | «Desembarazados»             | Jorge Garza y Carlos Espejel | David Hernández | 11 de mayo de 2022            |
| 45           | 5            | «El Mini Bobby»              | Jorge Garza y Carlos Espejel | David Hernández | 18 de mayo de 2022            |
| 46           | 6            | «La Leyenda del Niño Muerto» | Jorge Garza y Carlos Espejel | David Hernández | 25 de mayo de 2022            |
| 47           | 7            | «La Caja del Mago»           | Jorge Garza y Carlos Espejel | David Hernández | 1 de junio de 2022            |
| 48           | 8            | «Hágalo Usted Mismo»         | Jorge Garza y Carlos Espejel | David Hernández | 8 de junio de 2022            |
| 49           | 9            | «Pepenacho del Futuro»       | Jorge Garza y Carlos Espejel | David Hernández | 15 de junio de 2022           |
| 50           | 10           | «Salvando a Chicopasote»     | Jorge Garza y Carlos Espejel | David Hernández | 22 de junio de 2022           |

### Temporada 6 (2022)
| N.º en serie | N.º en temp. | Título                              | Dirigido por                 | Escrito por     | Fecha de lanzamiento original |
| ------------ | ------------ | ----------------------------------- | ---------------------------- | --------------- | ----------------------------- |
| 51           | 1            | «La Fiesta del Abuelo»              | Jorge Garza y Carlos Espejel | David Hernández | 21 de septiembre de 2022      |
| 52           | 2            | «La Maldición Garza»                | Jorge Garza y Carlos Espejel | David Hernández | 21 de septiembre de 2022      |
| 53           | 3            | «La Ex no tan Ex»                   | Jorge Garza y Carlos Espejel | David Hernández | 28 de septiembre de 2022      |
| 54           | 4            | «Las Meganudes»                     | Jorge Garza y Carlos Espejel | David Hernández | 5 de octubre de 2022          |
| 55           | 5            | «El Asesor Político»                | Jorge Garza y Carlos Espejel | David Hernández | 12 de octubre de 2022         |
| 56           | 6            | «El Famoso Escritor de Telenovelas» | Jorge Garza y Carlos Espejel | David Hernández | 19 de octubre de 2022         |
| 57           | 7            | «Sor Shantalle»                     | Jorge Garza y Carlos Espejel | David Hernández | 26 de octubre de 2022         |
| 58           | 8            | «La Deuda»                          | Jorge Garza y Carlos Espejel | David Hernández | 2 de noviembre de 2022        |
| 59           | 9            | «El Amigo del Face»                 | Jorge Garza y Carlos Espejel | David Hernández | 9 de noviembre de 2022        |
| 60           | 10           | «La Boda y Don Roberto»             | Jorge Garza y Carlos Espejel | David Hernández | 16 de noviembre de 2022       |